# تالاندشت
تالاندشت، روستایی از توابع بخش فیروزآباد شهرستان کرمانشاه در استان کرمانشاه ایران است.
مردم تالاندشت از ایل زنگنه هستند.

## جمعیت
این روستا در دهستان سرفیروزآباد قرار دارد و بر پایه سرشماری مرکز آمار ایران در سال ۱۳۸۵، جمعیت آن ۱۰۰ نفر (۱۹خانوار) بوده‌است.